# St. Antonius von Padua (Birkach)

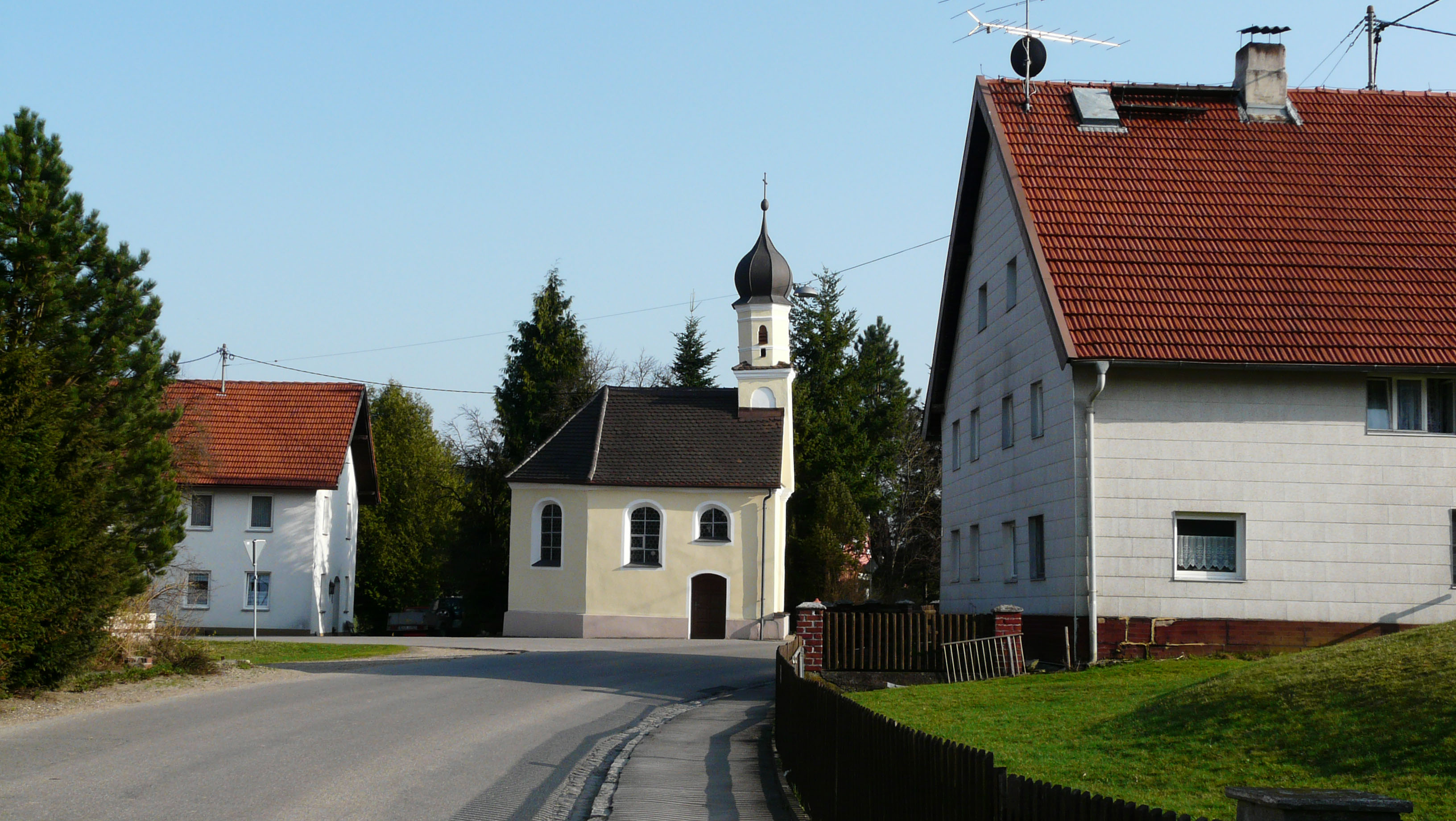
St. Antonius von Padua in Birkach

Die römisch-katholische Kapelle St. Antonius von Padua steht in Birkach, einem Stadtteil von Schwabmünchen im Landkreis Augsburg in Bayern. Das Bauwerk ist in der Liste der Baudenkmäler in Schwabmünchen als Baudenkmal unter der Nr. D-7-72-200-44 eingetragen. Die Kapelle gehört zum Dekanat Schwabmünchen des Bistums Augsburg.

## Beschreibung
Die Kapelle wurde 1671 errichtet und 1709 erweitert. Sie besteht aus einem Langhaus, das im Osten dreiseitig geschlossen ist. Aus dem Dach erhebt sich im Westen ein quadratischer Dachreiter, der mit einem achteckigen Geschoss aufgestockt wurde, das den Glockenstuhl mit zwei Kirchenglocken beherbergt, und der mit einer Zwiebelhaube bedeckt wurde. 
Zur Kirchenausstattung gehört ein 1685 gebauter Altar, in dessen Mitte sich die Statue des Antonius von Padua befindet und der von den Statuen des Konstantin des Großen und seiner Mutter Helena flankiert wird. Die Orgel wurde 1842 installiert.